# Гуаранезия
Гуаранезия (порт. Guaranésia) — муниципалитет в Бразилии, входит в штат Минас-Жерайс. Составная часть мезорегиона Юг и юго-запад штата Минас-Жерайс. Входит в экономико-статистический микрорегион Сан-Себастьян-ду-Параизу. Население составляет 20 385 человек на 2006 год. Занимает площадь 294,007 км². Плотность населения — 69,3 чел./км².
Праздник города — 16 сентября. 

## История
Город основан в 1901 году.

## Статистика
- Валовой внутренний продукт на 2003 год составляет 102 626 196,00 реалов (данные: Бразильский институт географии и статистики).
- Валовой внутренний продукт на душу населения на 2003 год составляет 5241,65 реалов (данные: Бразильский институт географии и статистики).
- Индекс развития человеческого потенциала на 2000 год составляет 0,769 (данные: Программа развития ООН).

## География
Климат местности: горный тропический.